# Ole Flint
Ole Nielsen Flint (døbt 6. marts 1739 i København - 8. januar 1808 sammesteds) var en dansk kobberstikker. Af hans børn blev Andreas, Johannes og Ole Flint (den yngre, 1785-1807) også kobberstikkere, mens Niels Flint blev maler.
Han var søn af smedesvend ved Holmen Niels Andersen og Bente Jørgensdatter og var tømrer, senere kobberstikker ved Søetaten, men løste også andre opgaver. En af dem er muligvis nogle af de usignerede tavler i Carsten Niebuhr: Reise nach Arabien 1774-78, idet Partikulærkassen i 1777 betalte en kobberstikker Flint for kobberplader til værket.
Flint har også udført tre kobberstik til Erik Pontoppidans Danske Atlas, bind VII (1781), våbenstik til en samling af danske og norske adelsvåben (sammen med Johan Gottlieb Friedrich) og en del søkort. Han er repræsenteret i Den Kongelige Kobberstiksamling. 
Flint blev gift 9. januar 1765 med Anna Hansdatter (Thomsen) (døbt 14. marts 1742 i København - 10. marts 1801 sammesteds), datter af brolægger Hans Thomasen og Marie Michelsdatter. 
Han er begravet på Holmens Kirkegård.